# العلاقات الإستونية الميانمارية
العلاقات الإستونية الميانمارية هي العلاقات الثنائية التي تجمع بين إستونيا وميانمار.

## مقارنة بين البلدين
هذه مقارنة عامة ومرجعية للدولتين:
| وجه المقارنة                                              | إستونيا                                                                             | ميانمار          |
| --------------------------------------------------------- | ----------------------------------------------------------------------------------- | ---------------- |
| المساحة (كم2)                                             | 45.34 ألف                                                                           | 676.58 ألف       |
| عدد السكان (نسمة)                                         | 1.32 مليون                                                                          | 53.37 مليون      |
| الكثافة السكانية (ن./كم²)                                 | 29.11                                                                               | 78.88            |
| العاصمة                                                   | تالين                                                                               | نايبيداو، يانغون |
| اللغة الرسمية                                             | اللغة الإستونية                                                                     | اللغة البورمية   |
| العملة                                                    | يورو، كرون إستوني، كرون إستوني، المارك الإستوني                                     | كيات ميانماري    |
| الناتج المحلي الإجمالي (بليون دولار)                      | 25.92 مليار                                                                         | 69.32 مليار      |
| الناتج المحلي الإجمالي (تعادل القوة الشرائية) بليون دولار | 38.11 مليار                                                                         | 282.95 مليار     |
| الناتج المحلي الإجمالي الاسمي للفرد دولار أمريكي          | 17.79 ألف                                                                           | 1.16 ألف         |
| الناتج المحلي الإجمالي للفرد دولار أمريكي                 | 28.14 ألف                                                                           |                  |
| مؤشر التنمية البشرية                                      | 0.871                                                                               | 0.536            |
| رمز المكالمات الدولي                                      | +372                                                                                | +95              |
| رمز الإنترنت                                              | .ee                                                                                 | .mm              |
| المنطقة الزمنية                                           | ت ع م+02:00، ت ع م+03:00، توقيت شرق أوروبا، أوروبا/تالين ‏، توقيت شرق أوروبا الصيفي ‏ | ت ع م+06:30      |

## منظمات دولية مشتركة
يشترك البلدان في عضوية مجموعة من المنظمات الدولية، منها:
| علم المنظمة | اسم المنظمة                        | تاريخ انضمام إستونيا | تاريخ انضمام ميانمار |
| ----------- | ---------------------------------- | -------------------- | -------------------- |
|             | مؤسسة التنمية الدولية              | 11 أكتوبر 2008       | 5 نوفمبر 1962        |
|             | المنظمة الهيدروغرافية الدولية      | ?                    | ?                    |
|             | مؤسسة التمويل الدولية              | 9 أغسطس 1993         | 3 ديسمبر 1956        |
|             | منظمة حظر الأسلحة الكيميائية       | ?                    | ?                    |
|             | يونسكو                             | 14 أكتوبر 1991       | 27 يونيو 1949        |
|             | الأمم المتحدة                      | 17 سبتمبر 1991       | 19 أبريل 1948        |
|             | الاتحاد الدولي للاتصالات           | 19 مايو 1922         | 15 سبتمبر 1937       |
|             | منظمة الشرطة الجنائية الدولية      | ?                    | ?                    |
|             | البنك الدولي للإنشاء والتعمير      | 23 يونيو 1992        | 3 يناير 1952         |
|             | الاتحاد البريدي العالمي            | ?                    | ?                    |
|             | وكالة ضمان الاستثمار متعدد الأطراف | 24 سبتمبر 1992       | 16 ديسمبر 2013       |
|             | منظمة التجارة العالمية             | ?                    | ?                    |

## وصلات خارجية
- موقع وزارة الخارجية الإستونية
- موقع وزارة الخارجية الميانمارية